# Mike Doyle (acteur)
Michael Doyle, dit Mike Doyle, né le 16 septembre 1972, est un acteur, scénariste et producteur américain. Il s'est surtout fait connaître par le grand public américain et étranger dans le rôle de Ryan O'Halloran de New York, unité spéciale.

## Biographie
Doyle a poursuivi ses études à la Juilliard School dans la classe de théâtre Group 27 (1994–1998). Il a rencontré sur le tournage d'Oz George Morfogen, avec qui il a tourné dans son propre court métrage, Shiner. Doyle a présenté Shiner au Tribeca Film Festival de 2006. Doyle a aussi écrit et produit le film Cutter en 2003.
Mike Doyle a interprété Tom Palatonio dans Phantom Below. Sa mort au cours de la saison 10 dans New York, unité spéciale met un point final à une interprétation appréciée du public pendant six ans dans le rôle de Ryan O'Halloran. Il a fait aussi des apparitions dans des épisodes d’Esprits criminels et US Marshals : Protection de témoins (In Plain Sight).
Mike Doyle a joué avec Nicole Kidman et Aaron Eckhart dans Rabbit Hole sorti en 2010. En 2011, le film Union Square, co-écrit et dirigé par Nancy Savoca fait l'ouverture du Toronto Film Festival, avec en vedettes Mira Sorvino, Patti Lupone, Michael Rispoli et Tammy Blanchard. Doyle tient un premier rôle dans The Orphan Killer en 2011. Il rejoint ensuite l'équipe de A Gifted Man dans le rôle de l'anesthésiste Victor Lantz. Il joue aussi pour la série 666 Park Avenue. On l'a vu aussi dans Gayby (en), où il joue le rôle de Scott amoureux de Matt.
En 2014, il interprète le rôle du chanteur et producteur Bob Crewe dans Jersey Boys, basé sur la vie de of Frankie Valli & the Four Seasons. On l'a vu aussi dans la vidéo musicale I Wanna Get Better par le groupe de Jack Antonoff, les Bleachers , avec Retta. Mike Doyle a été en couple avec l'acteur Andrew Rannells.

## Filmographie

### Cinéma
- 1998 : Some Girl : Steven
- 2003 : Cutter : Chet Watson
- 2004 : Tous les biens de la terre : Luke
- 2004 : Une affaire de cœur (Laws of Attraction) : Michael Rawson
- 2005 : 29th and Gay : Andy Griffith
- 2005 : Room Service : Stone
- 2006 : 5up 2down : Disco Dave
- 2007 : Toi, moi... et mon chien (Heavy Petting) : James
- 2007 : P.S. I Love You : Leprechaun
- 2010 : Rabbit Hole : Craig
- 2011 : Green Lantern : Jack Jordan
- 2011 : Union Square : Bill
- 2011 : The Orphan Killer : Marcus Miller Sr.
- 2012 : Gayby (en) : Scott
- 2012 : The Exhibitionists : George Thornton
- 2013 :  Le Second Souffle (You're Not You) : Tom
- 2014 : Jersey Boys : Bob Crewe
- 2015 :   Max Steel : Jim McGrath
- 2015 : The Invitation de Karyn Kusama : Tommy
- 2015 : Nocturna de Buz Alexander : Harry Ganet
- 2015 : The Track de Brett Levner : Tom
- 2016 : Johnny Frank Garrett's Last Word de Simon Rumley : Adam Redman
- 2016 : Max Steel de Stewart Hendler : Jim McGrath
- 2017 : XX de Roxane Benjamin, Sofia Carillo et Karyn Kusama : Chet (segment Her Only Living Son)
- 2022 : Pinball: The Man Who Saved the Game de Austin Bragg et Meredith Bragg : Jack Haber

### Télévision
- 1994 : ABC Afterschool Special : Malcolm
- 1996 : A Loss of Innocence (Téléfilm) : Jens Eriksen
- 1996 : Le Titanic (mini-série) (2 épisodes) : Jamie Perse
- 1997 : Jenny : Dave
- 1998 : Monday After the Miracle (Téléfilm) : Peter Fagin
- 1999 : Urgences : Michael McKenna
- 2000 : Sex and the City : Mark
- 2002 : Oz : Adam Guenzel
- 2002 - 2009 : New York, unité spéciale : Ryan O'Halloran
- 2003 : Rubout (Téléfilm) : Brendan
- 2003 : Ed : Joel McHale
- 2005 : Tides of War (Téléfilm) : Lieutenant Commander Tom E. Palatonio
- 2006 : Waterfront : Vince Russell
- 2006 : Dossier Smith : Shawn
- 2009 : En analyse (In Treatment) : Bennett Ryan
- 2010 : Criminal Minds : Le député Ronald Boyd (Saison 5 épisode 19)
- 2010 : US Marshals : Protection de témoins (In Plain Sight) : Wade Guthrie
- 2011 : The Whole Truth : Michael Dalton
- 2011 : Lights Out : le docteur Brennan
- 2011 - 2012 : A Gifted Man : Victor Lantz
- 2012 : The Good Wife : l'officier Mallen
- 2012 : 666 Park Avenue : Frank Alpern
- 2013 : Shameless : Lanier
- 2013 : Mentalist : Mason Braverman
- 2014 : Rush : Dr Griffin Wagner
- 2014 : Blacklist : Patrick Chandler
- 2014 : Unforgettable : John Hibbert
- 2015 : Blindspot : Nathan Williams
- 2016 - 2017 : Conviction : Rodney Landon
- 2016 - 2017 : Odd Mom Out : Pete
- 2017 : Lucifer : Bradley
- 2017 : Time After Time : David Anders
- 2018 : Elementary : Chris Holland
- 2018 : The Romanoffs : Brian Norris
- 2018 : Narcos: Mexico : Thomas Buehl
- 2018 - 2022 : New Amsterdam : Martin McIntyre
- 2018 - 2022 : The Accidental Wolf : Brad
- 2019 - 2021 : City on a Hill : Josh Goshen
- 2024 : Fallout : Bob Spencer
- 2024 : New York, police judiciaire : Terry Clausen